# Bob le magnifique
 (mars 2023).

Bob le magnifique est un téléfilm de 1999 réalisé par Marc Angelo.

## Synopsis
Un homme trop banal s'imagine un double, un véritable héros des temps modernes, pour fuir ses ennuis avec sa femme et son patron qui le brime. 

## Fiche technique
- Réalisation  : Marc Angelo
- Scénario : Dodine Herry-Grimaldi
- Musique : Didier Vasseur
- Photographie : Yves Dahan
- Montage : Yves Charoy
- Création des décors : Émile Ghigo
- Société de production : Flach Film
- Genre : Comédie, humour
- Durée : 110 minutes
- Origine : France/Belgique / 1999 / Stéréo

## Distribution
- Antoine de Caunes (François Morin / Bob Saint Clar)
- Clotilde Courau (Christine)
- Jean-Marc Rouleau (Alexandre)
- Muriel Jacobs (Diane / Diana).